# Аспр (монета)
Аспр або аспра (від грец. ἄσπρος, дослівно — «білий», утвореного від пізньолат. asper) — поширина назва номіналу дрібних монет з різним вмістом срібла, що карбувались у піздній Візантійській імперії та в деяких країнах, що постали на її територіях.

## Історія

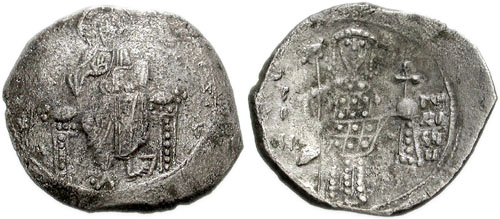
Візантійський аспрон Олексія I Комніна (1092), 4,25 г.

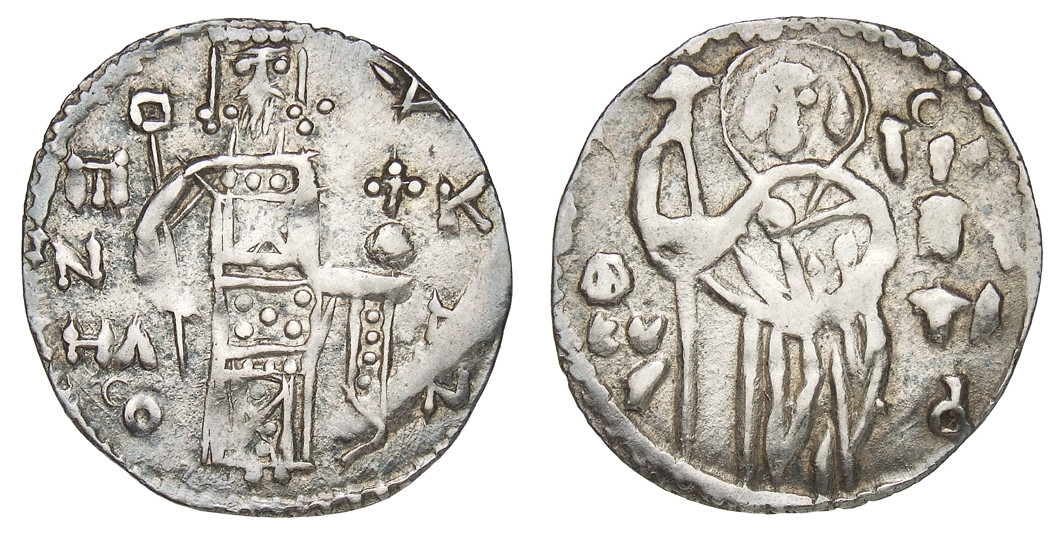
Трапезундський аспр Мануїла Комніна (1238—1263), 2,8 г.

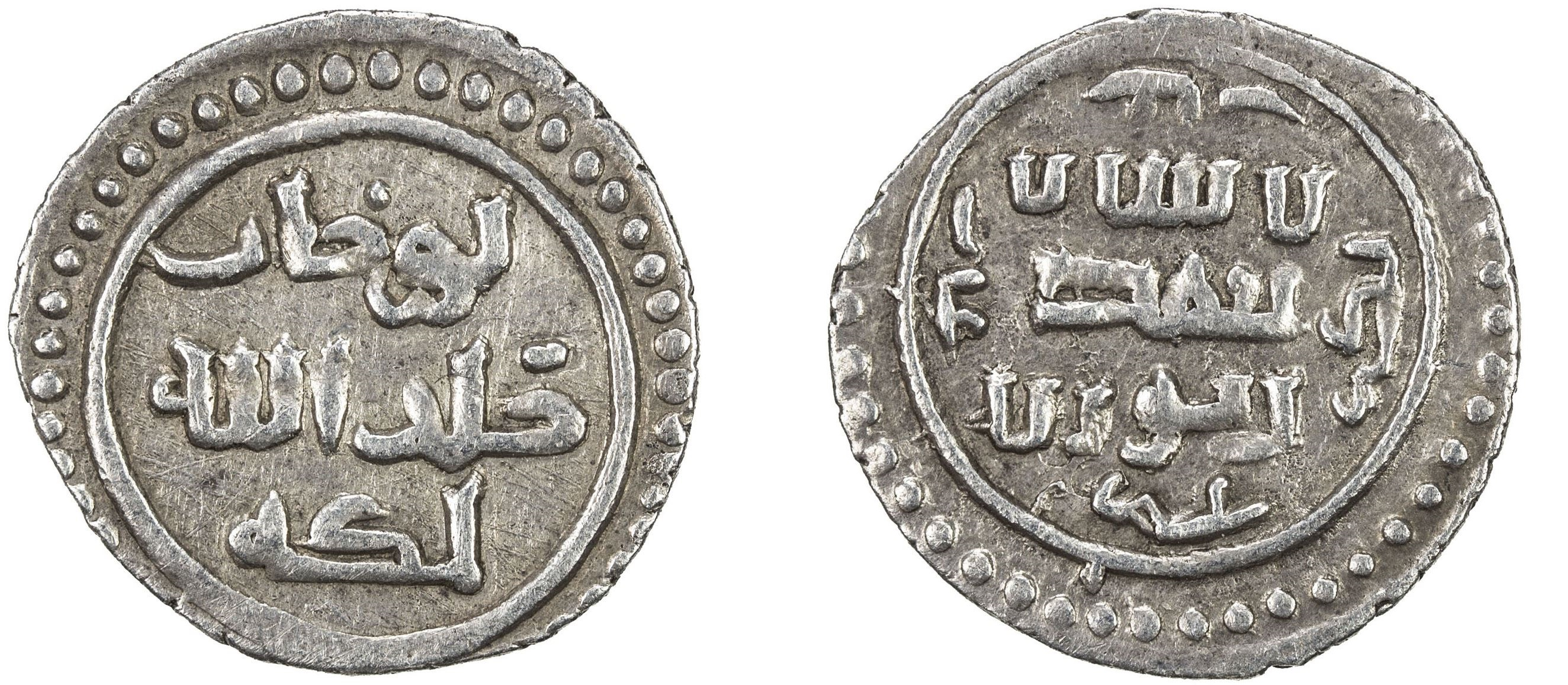
Перші акче, викарбовані султаном Орханом I (між 1324 та 1360 рр), 1,15 г.

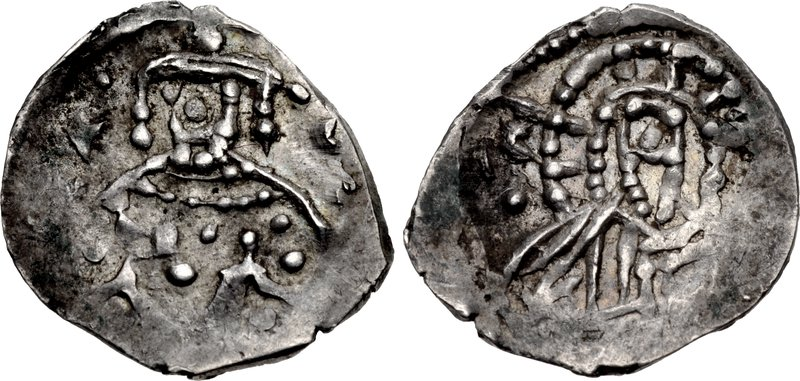
Дукатопулон (1/8 ставратона) Костянтина XI Палеолога (1448-1453 рр.) 0.63 г., 13мм, Константинополь

Використання терміна аспр або аспра зустрічаються по відношенню до таких типів дрібних срібних монет:
- двох типів візантійських монет аспрон, які вперше були емітовані імператором Олексієм I Комніним в 1092 році та перебували в обігу до другої половини XIII ст.;
- візантійської монети дукатопулон (1/8 ставратона), що з'явилась наприкінці XIV століття;
- срібної монети, що карбувались у Трапезундської імперії в 1204—1461 роках;
- срібної монети лицарів ордену Святого Іоанна (госпітальєрів), що карбувались ними на Родосі в XV—XVI століттітях (родоський денаро);
- срібної монети вагою близько 1,1 г.  Генуезької Газарії, що карбувались у XIV—XV століттях (до захоплення Кафи османами), відомої в італійському обліку як cafiati та baricati. На аверсі монет було вміщено зображення веж генуезької фортеці, назву міста та ініціали місцевого генуезького консула латинською мовою. На реверсі — тамга золотоординських, а з 1454 року кримських ханів, а також ім'я і титул правлячого хана арабською мовою;
- монети, викарбованої в 1481 році у венеційсько-генуезькій колонії Тана, розташованій в гирлі Дону на Азовському морі.
- дрібної срібної монети Османської імперії та Кримського ханства (акче), що карбувались з XIV по XVIII століття і в деяких європейських джерелах також називались аспра чи аспрон. Вперше монети вагою 1,2 г зі срібла 900-ї проби були викарбовані султаном Орханом I у 1328—29 роках, в подальшому вміст срібла в османській аспрі нухильно падав. Згадка про османську аспру устрічається у писемних джерелах західно-українських земель XVI—XVII століття. У середині XVI століття аспр дорівнював 2/3 польського гроша або 2 угорським денаріям, а 1627 аспр становив 0,7 польського гроша. Аспр використовувалися для проведення розрахунків між купцями, що займалися торгівлею з країнами Сходу.

У рахункових книгах XV століття венеційського купця-банкіра Джакомо Бадоера перелічено кілька міст і губернаторств, які карбували аспри, зокрема Трапезунд, Кафа, Самсун, Тана та Родос.